# Connie Nielsen
Connie Inge-Lise Nielsen (Frederikshavn; 3 de julio de 1966) es una actriz danesa. Su primer papel importante en una película en inglés fue un papel secundario en The Devil's Advocate (1997). Sus películas incluyen Soldier (1998) con Kurt Russell, Gladiator (2000), Misión a Marte (2000), Retratos de una obsesión (2002), Basic (2003), The Hunted (2003), La cosecha de hielo (2005) y Nymphomaniac (2014). Interpretó a Meredith Kane en la serie de televisión de Starz, Boss (2011-2012) y fue un personaje principal en la segunda temporada de The Following. Protagonizó 3 Days to Kill (2014) con Kevin Costner. Se unió al Universo extendido de DC, apareciendo como Hipólita en las películas Wonder Woman (2017), Liga de la Justicia (2017), Wonder Woman 1984 (2020) y Liga de la Justicia de Zack Snyder (2021), Nobody (2021).

## Carrera
Connie Nielsen nació en Dinamarca, pero se trasladó a los diez años de edad con su familia a la pequeña ciudad de Elling en Vendsyssel.
Con tan solo 15 años debutó en Dinamarca en el teatro. A los 18 años se trasladó a París para continuar su carrera como actriz. Allí apareció en una serie de televisión en 1988. Luego se trasladó a Milán. Fue en Italia donde protagonizó su primera película en 1992 Vacanze di Natale '91.
El éxito le llegó con la película The Devil's Advocate en 1997, película que protagonizó junto a Al Pacino y Keanu Reeves. Posteriormente (2000) intervino en Misión a Marte (Mission to Mars) y en la galardonada producción de Ridley Scott Gladiator (2000).

## Vida personal
Estuvo en una relación con el actor italiano Fabio Sartor, cuando vivió y trabajó en Italia, de 1988 a 1994. La pareja tuvo un hijo llamado Sebastian, quien nació el 21 de mayo de 1990. 
Hasta 2012 fue la pareja del baterista y fundador de Metallica, Lars Ulrich. Juntos tuvieron un hijo llamado Bryce Thadeus Ulrich-Nielsen.
Su banda musical favorita es The Clash. Además del danés, habla con fluidez el alemán, inglés, sueco, francés e italiano.

## Filmografía

### Televisión
| Año             | Título                                    | Rol                   | Notas |
| --------------- | ----------------------------------------- | --------------------- | --- |
| 1984            | Par où t'es rentré ? On t'a pas vu sortir | Eva                   | Acreditada como Connie Nielson |
| 1991            | Vacanze di Natale '91                     | Brunilde / Vanessa    | |
| 1997            | The Devil's Advocate                      | Christabella Andreoli | |
| 1998            | Permanent Midnight                        | Dagmar                | |
| 1998            | Rushmore                                  | Srta. Calloway        | |
| 1998            | Soldier                                   | Sandra                | |
| 2000            | Innocents                                 | Megan Denright        | |
| 2000            | Misión a Marte                            | Terri Fisher          | |
| 2000            | Gladiator                                 | Lucila                | Premio Empire a la mejor actriz Nominada—Premio Blockbuster Entertainment a la actriz de reparto favorita - Acción Nominada—Premio de la Sociedad de Críticos de Cine de Las Vegas a la mejor actriz de reparto Nominada—Premio del Sindicato de Actores al mejor reparto |
| 2002            | Retratos de una obsesión                  | Nina Yorkin           | Nominada—Premio Fangoria Chainsaw a la mejor actriz de reparto Nominada—Premio Saturno a la mejor actriz de reparto |
| 2002            | Demonlover                                | Diane de Monx         | |
| 2003            | The Hunted                                | Abby Durrell          | |
| 2003            | Basic                                     | Osborne               | |
| 2004            | Brødre                                    | Sarah                 | Nominada— Premio de Cine Europeo a la Mejor Actriz |
| 2004            | Return to Sender                          | Charlotte Cory        | |
| 2005            | The Great Raid                            | Margaret Utinsky      | |
| 2005            | La cosecha de hielo                       | Renata Crest          | |
| 2006            | The Situation                             | Anna Molyneux         | |
| 2007            | Battle in Seattle                         | Jean                  | |
| 2009            | A Shine of Rainbows                       | Maire                 | |
| 2010            | Kidnappet                                 | Susanne               | |
| 2011            | Perfect Sense                             | Jenny                 | |
| 2013            | Nymphomaniac                              | Madre de Joe          | Parte 1 |
| 2013            | The Galapagos Affair: Satan Came to Eden  | Baronesa Von Wagner   | Narración/voz |
| 2014            | Tres días para matar                      | Christine Renner      | |
| 2014            | Return to Zero                            | Dra. Claire Holden    | |
| 2014            | All Relative                              | Maren                 | |
| 2015            | The Runner                                | Deborah Price         | |
| 2016            | Ali and Nino                              | Duquesa Kipiani       | |
| 2016            | The 11th                                  | Katrine Firth         | |
| 2016            | The Lion Woman / Løvekvinnen              | Srta. Grjothornet     | |
| 2016            | The Confessions                           | Claire Seth           | |
| 2017            | Stratton                                  | Sumner                | |
| 2017            | Wonder Woman                              | Hipólita              | |
| 2017            | Liga de la Justicia                       | Hipólita              | |
| 2018            | The Catcher Was a Spy                     | Koranda               | |
| 2019            | Music, War and Love                       | Lena                  | |
| Tonight at Noon | Laura                                     |                       | |
| Sea Fever       | Freya                                     |                       | |
| 2020            | Inheritance                               | Catherine Monroe      | |
| 2020            | Wonder Woman 1984                         | Reina Hipólita        | |
| 2021            | Liga de la Justicia de Zack Snyder        | Reina Hipólita        | |
| 2021            | Nobody                                    | Becca Mansell         | |
| 2022            | A Week in Paradise                        | Fiona                 | |
| 2022            |                                           |                       | |
| 2023            | Origin                                    | Sabine                | |
| 2023            | Juego de roles                            | Gwen Carver           | |
| 2024            | Gladiator 2                               | Lucila                | |

| Año       | Título                            | Rol                    | Notas                     |
| --------- | --------------------------------- | ---------------------- | ------------------------- |
| 1993      | Voyage                            | Ronnie Freeland        | Película de la televisión |
| 1994      | Le paradis absolument             | Sarah                  | Película de la televisión |
| 2006      | Law & Order: Special Victims Unit | Detective Dani Beck    | 6 episodios               |
| 2008      | Danny Fricke                      | Danny Fricke           | Película de la televisión |
| 2011–2012 | Boss                              | Meredith Rutledge Kane | 16 episodios              |
| 2014      | The Following                     | Lily Gray              | 10 episodios              |
| 2014–2015 | The Good Wife                     | Ramona Lytton          | 4 episodios               |
| 2015      | Unveiled                          | Joan McAllen           | Película de la televisión |
| 2018      | FBI                               | Ellen Solberg          | Episodio: "Pilot"         |
| 2018      | Liberty                           | Katrina                | Miniserie                 |
| 2019      | I Am the Night                    | Corinna Hodel          | Serie limitada            |

## Premios y distinciones
Festival Internacional de Cine de San Sebastián
| Año  | Categoría                         | Película | Resultado |
| ---- | --------------------------------- | -------- | --------- |
| 2004 | Concha de plata a la mejor Actriz | Brødre   | Ganadora  |